# 엄정행
엄정행(嚴正行, 1943년 2월 12일 ~ )은 경상남도 양산군 양산면 중부리(현 양산시 중부동)에서 태어난 대한민국의 성악가이자 전 대학교수이다.
경희대학교 음악대학에서 성악과 교수로 재직하였다가 정년퇴임하고 2019년 3월 울산예술고등학교 교장에 취임하여 2022년 2월까지 재직했다.

## 학력
- 동래고등학교 졸업
- 경희대학교 음악 학사
- 1968년 경희대학교대학원 성악 음악학 석사

## 경력
- 1976년 ~ 2008년 2월 : 경희대학교 음악대학 성악과 교수
- 1974년 ~ 현재 : 경희대학교 강사, 청주대학교 강사

## 저서
- 예술가의 삶 22:목련화에 새긴 영혼
- 목련꽃 진자리 휘파람새는 잠도 안자고

## 발매 앨범
- 테너 엄정행 가곡집 제1집
- 테너 엄정행 한국가곡 나의 인생 나의 노래
- 엄정행 (비목)
- 내 마음의 강물
- 추억의 애창가곡 1
- 테너 엄정행 가곡 애창곡집
- 테너 엄정행 한국가곡집
- 테너 엄정행(嚴正行) 애창곡집(愛唱曲集)

## 주요 노래
- 목련화
- 선구자
- 그리운 금강산
- 떠나가는 배
- 봉선화
- 가고파
- 그네
- 희망의 나라로
- 들국화